# Aidan Gillen
Aidan Gillen (født Aidan Murphy den 24. april 1968) er en irsk teater og film/tvskuespiller, bedst kendt for sine roller i film og tv inklusive Stuart Alan Jones i Channel 4 serier Queer as folk (1999–2000), Tommy Carcetti i HBOs serie The Wire (2004–2008), John Boy i RTÉs serie Love/Hate (2010–2011), Petyr "Littlefinger" Baelish i HBOs fantasyserie Game of Thrones (2011–2017), CIA operative Bill Wilson i The Dark Knight Rises (2012), Janson i Maze Runner: The Scorch Trials (2015) og Maze Runner: The Death Cure (2018), Aberama Gold i BBC One-serien Peaky Blinders (2017–2019), Queens manager John Reid i Bohemian Rhapsody (2018), og Dr. J. Allen Hynek in The History Channels Project Blue Book (2019–2020). Han lagde også stemme til og lavede motion capture til figuren Paul Serene i computerspullet Quantum Break fra 2016. 

## Tidlige liv
Gillen blev født i Drumcondra forstad til Dublin, Irland, og uddannet på St. Vincent's C.B.S. i Glasnevin. Han begyndte sin skuespillerkarriere som en teenager med at medvirke i stykker på Dublin Youth Theatre, i en alder af 16 hvor han spillede Nick Bottom i A Midsummer Night's Dream i Project Arts Centre, før han flyttede til London i England.

## Karriere
Gillen blev nomineret til en Tony Award for sin meget roste Broadwayrolle i Harold Pinters The Caretaker i 2003. Kort tid efter medvirkede han som den onde Lord Nelson Rathbone i Shanghai Knights samme år, hvor han spillede overfor Jackie Chan og Owen Wilson. Han har også været nomineret til en Irish Times Teater Award for sit portræt af Teach i Dublin Gate Theatres produktionen (2007) af David Mamet's 'American Buffalo.
Gillen optrådte sammen med den professionelle wrestler John Cena i filmen 12 Rounds fra 2009. I juli samme år, optrådte han i et engangs- BBC2 drama Freefall sammen med Dominic Cooper og Sarah Harding.
I juli 2010 blev det bekræftet, at Gillen ville spille den vigtige rolle som Petyr Baelish i HBO-serien Game of Thrones.

## Personlige liv
I 2001 giftede Gillen sig med sin kæreste Olivia O'Flanagan. Parret bor i Irland, med børnene Berry (født i 1997) og Joe (født i 2000). I 2009, da Gillen vandt en Irish Film and Television Awards-pris for sin rolle i The Wire, dedikerede han prisen til Olivia og deres to børn.

## Filmografi
- Bohemian Rhapsody (2018)